# Franck Boidin
Pour les articles homonymes, voir Boidin.
Franck Boidin, né le 28 août 1972, est un escrimeur français, détenteur de plusieurs médailles avec l'équipe de France de fleuret lors des Jeux olympiques et des championnats du monde.

## Carrière
Il a effectué toute sa carrière d'escrimeur sous les couleurs du club d'escrime de Hénin-Beaumont, qu'il rejoint à l'âge de 10 ans. Il s'impose dans les catégories juniors, avec deux médailles d'argent aux Championnats d'Europe et aux Championnats du monde junior 1989 ainsi qu'une médaille d'argent aux championnats de France junior.
Il participe aux Jeux olympiques d'été de 1996 à Atlanta et remporte la médaille de bronze en fleuret individuel.
Il est médaillé de bronze aux championnats d'Europe d'escrime 1997 et champion du monde par équipes 1997. La deuxième place en fleuret par équipe est conquise aux championnats du monde d'escrime 1999. Franck Boidin remporte ses dernières médailles internationales aux championnats du monde d'escrime 2001 ; médaillé de bronze en fleuret individuel et sacré champion du monde en fleuret par équipe en 2001, il est vice-champion du monde par équipe en 2002.
Il est nommé à partir de septembre 2008 entraîneur national au fleuret féminin sénior, après avoir été entraîneur national au fleuret masculin juniors.

## Palmarès

### Jeux olympiques
- 1996 à Atlanta,  États-Unis
  -  Médaille de bronze en fleuret individuel

### Championnats du monde
- 2002 à Lisbonne,  Portugal
  -   Vice-champion du monde de fleuret par équipe
- 2001 à Nîmes,  France
  -   Champion du monde de fleuret par équipe
  -  Médaille de bronze en fleuret individuel
- 1997 à Le Cap,  Afrique du Sud
  -  Champion du monde de fleuret par équipe

### Championnats d'Europe
- 1999 à Bolzano,  Italie
  -  Vice-champion d'Europe de fleuret par équipe
- 1996 à Limoges,  France
  -  Médaille de bronze en fleuret individuel